# Critics' Choice Television Award de la meilleure actrice dans un second rôle dans une série télévisée comique
Le Critics' Choice Television Award de la meilleure actrice dans un second rôle dans une série télévisée comique (Critics' Choice Television Award for Best Comedy Supporting Actress) est l'une des récompenses décernées aux professionnels de l'industrie du cinéma par le jury de la Broadcast Television Journalists Association depuis 2011.

## Palmarès

### Années 2010
- 2011 : Busy Philipps pour le rôle de Laurie Keller dans Cougar Town
  - Julie Bowen pour le rôle de Claire Dunphy dans Modern Family
  - Jane Krakowski pour le rôle de Jenna Maroney dans 30 Rock
  - Jane Lynch pour le rôle de Sue Sylvester dans Glee
  - Eden Sher pour le rôle de Sue Heck dans The Middle
  - Sofía Vergara pour le rôle de Gloria Delgado-Pritchett dans Modern Family

- 2012 : Julie Bowen pour le rôle de Claire Dunphy dans Modern Family
  - Alison Brie pour le rôle de Annie Edison dans Community
  - Cheryl Hines pour le rôle de Dallpour le rôle de Royce dans Suburgatory
  - Gillian Jacobs pour le rôle de Britta Perry dans Community
  - Eden Sher pour le rôle de Sue Heck dans The Middle
  - Casey Wilson pour le rôle de Penny Hartz dans Happy Endings

- 2013 :

(ex æquo)
- Kaley Cuoco pour le rôle de Penny dans The Big Bang Theory
- Eden Sher pour le rôle de Sue Heck dans The Middle
  - Carly Chaikin pour le rôle de Dalia Oprah Royce dans Suburgatory
  - Sarah Hyland pour le rôle de Haley Dunphy pour le rôle de Royce dans Modern Family
  - Melissa Rauch pour le rôle de Bernadette Rostenkowski-Wolowitz dans The Big Bang Theory
  - Casey Wilson pour le rôle de Penny Hartz dans Happy Endings

- 2014 : (ex-æquo)
  - Allison Janney pour le rôle de Bonnie Plunkett dans Mom
  - Kate Mulgrew pour le rôle de Galina "Red" Reznikov dans Orange Is the New Black
    - Mayim Bialik pour le rôle du Dr Amy Farrah Fowler dans The Big Bang Theory
    - Laverne Cox pour le rôle de Sophia Burset dans Orange Is the New Black
    - Kaley Cuoco pour le rôle de Penny dans The Big Bang Theory
    - Merritt Wever pour le rôle de Zoey Barkow dans Nurse Jackie

- 2015 : Allison Janney pour le rôle de Bonnie Plunkett dans Mom
  - Mayim Bialik pour le rôle du Dr Amy Farrah Fowler dans The Big Bang Theory
  - Carrie Brownstein pour le rôle de Various Characters dans Portlandia
  - Judith Light pour le rôle de Shelly Pfefferman dans Transparent
  - Melanie Lynskey pour le rôle de Michelle Pierson dans Togetherness
  - Eden Sher pour le rôle de Sue Heck dans The Middle
- 2016 : Mayim Bialik pour le rôle du Dr Amy Farrah Fowle dans The Big Bang Theory
  - Kether Donohue pour le rôle de Lindsay Jillian dans You're the Worst
  - Allison Janney pour le rôle de Bonnie Plunkett dans Mom
  - Judith Light pour le rôle de Shelly Pfefferman dans Transparent
  - Niecy Nash pour le rôle de Denise 'Didi" Ortley dans Getting On
  - Eden Sher pour le rôle de Sue Heck dans The Middle

- 2016 : Jane Krakowski pour le rôle de Jacqueline White dans Unbreakable Kimmy Schmidt
  - Julie Bowen pour le rôle de Claire Dunphy dans Modern Family
  - Anna Chlumsky pour le rôle d'Amy Brookheimer dans Veep
  - Allison Janney pour le rôle de Bonnie Plunkett dans Mom
  - Judith Light pour le rôle de Shelly Pfefferman dans Transparent
  - Allison Williams pour le rôle de Marnie Marie Michaels dans Girls

- 2018 : Mayim Bialik pour le rôle d'Amy Farrah Fowler dans The Big Bang Theory
  - Alex Borstein pour le rôle de Susie Myerson dans Mme Maisel, femme fabuleuse (The Marvelous Mrs. Maisel)
  - Betty Gilpin pour le rôle de Debbie "Liberty Belle" Eagan dans GLOW
  - Jenifer Lewis pour le rôle de Ruby Johnson dans Black-ish
  - Alessandra Mastronardi pour le rôle de Francesca dans Master of None
  - Rita Moreno pour le rôle de Lydia Riera dans Au fil des jours (One Day at a time)

### Années 2020
- 2020 : Alex Borstein pour le rôle de Susie Myerson dans Mme Maisel, femme fabuleuse (The Marvelous Mrs. Maisel)
  - D'Arcy Carden pour le rôle de Janet dans The Good Place
  - Sian Clifford pour le rôle de Claire dans Fleabag
  - Betty Gilpin pour le rôle de Debbie « Liberty Belle » Eagan dans GLOW
  - Rita Moreno pour le rôle de Lydia Riera dans Au fil des jours (One Day at a Time)
  - Annie Murphy pour le rôle de Alexis Rose dans Schitt's Creek
  - Molly Shannon pour le rôle de Pat Dubek dans The Other Two

- 2021 : Hannah Waddingham pour le rôle de Rebecca Welton dans Ted Lasso
  - Lecy Goranson pour le rôle de Becky Conner dans The Conners
  - Rita Moreno pour le rôle de Lydia Riera dans Au fil des jours (One Day at a Time)
  - Annie Murphy pour le rôle d'Alexis Rose dans Bienvenue à Schitt's Creek (Schitt's Creek)
  - Ashley Park pour le rôle de Mindy Chen dans Emily in Paris
  - Jaime Pressly pour le rôle de Jill Kendall dans Mom

- 2022 : Hannah Waddingham – Ted Lasso
  - Kristin Chenoweth – Schmigadoon!
  - Hannah Einbinder – Hacks
  - Molly Shannon – The Other Two
  - Cecily Strong – Saturday Night Live
  - Josie Totah – Saved by the Bell

- 2023 : Sheryl Lee Ralph – Abbott Elementary
  - Paulina Alexis – Reservation Dogs
  - Ayo Edebiri – The Bear
  - Marcia Gay Harden – Uncoupled
  - Janelle James – Abbott Elementary
  - Annie Potts – Young Sheldon

- 2024 : Meryl Streep pour le rôle de Loretta Durkin dans Only Murders in the Building
  - Paulina Alexis pour le rôle de Willie Jack dans Reservation Dogs
  - Alex Borstein pour le rôle de Susie Myerson La Fabuleuse Madame Maisel (The Marvelous Mrs. Maisel)
  - Janelle James pour le rôle de Ava Coleman dans Abbott Elementary
  - Sheryl Lee Ralph pour le rôle de Barbara Howard dans Abbott Elementary
  - Jessica Williams pour le rôle de Gaby dans Shrinking

- 2025 : Hannah Einbinder pour le rôle de Ava Daniels dans Hacks
  - Liza Colón-Zayas pour le rôle de Tina Marrero dans The Bear
  - Janelle James pour le rôle de Ava Coleman dans Abbott Elementary
  - Stephanie Koenig pour le rôle de Gwen Sanders dans English Teacher
  - Patti LuPone pour le rôle de Lilia Calderu dans Agatha All Along
  - Annie Potts pour le rôle de Constance "Connie" Tucker alias « Meemaw » dans Young Sheldon

## Statistiques

### Récompenses multiples
2 : Mayim Bialik, Allison Janney

### Nominations multiples
5 : Eden Sher
4 : Mayim Bialik, Allison Janney
3 : Julie Bowen, Judith Light
2 : Kaley Cuoco, Jane Krakowski, Casey Wilson